# Station Lalbenque - Fontanes
Station Lalbenque - Fontanes is een spoorwegstation in de gemeente Lalbenque in het Franse departement Lot.